# Meadowmere (Queens)
Meadowmere est un quartier de la municipalité de New York, situé à l'est de l'arrondissement du Queens, à la limite du comté de Nassau. Il appartient au quartier de Rosedale.